# دائرة بجاية
دائرة بجاية إحدى دوائر ولاية بجاية الجزائرية . عاصمتها هي بجاية وتضم بلديات :
- بجاية
- وادي غير

## الشؤون الدينية

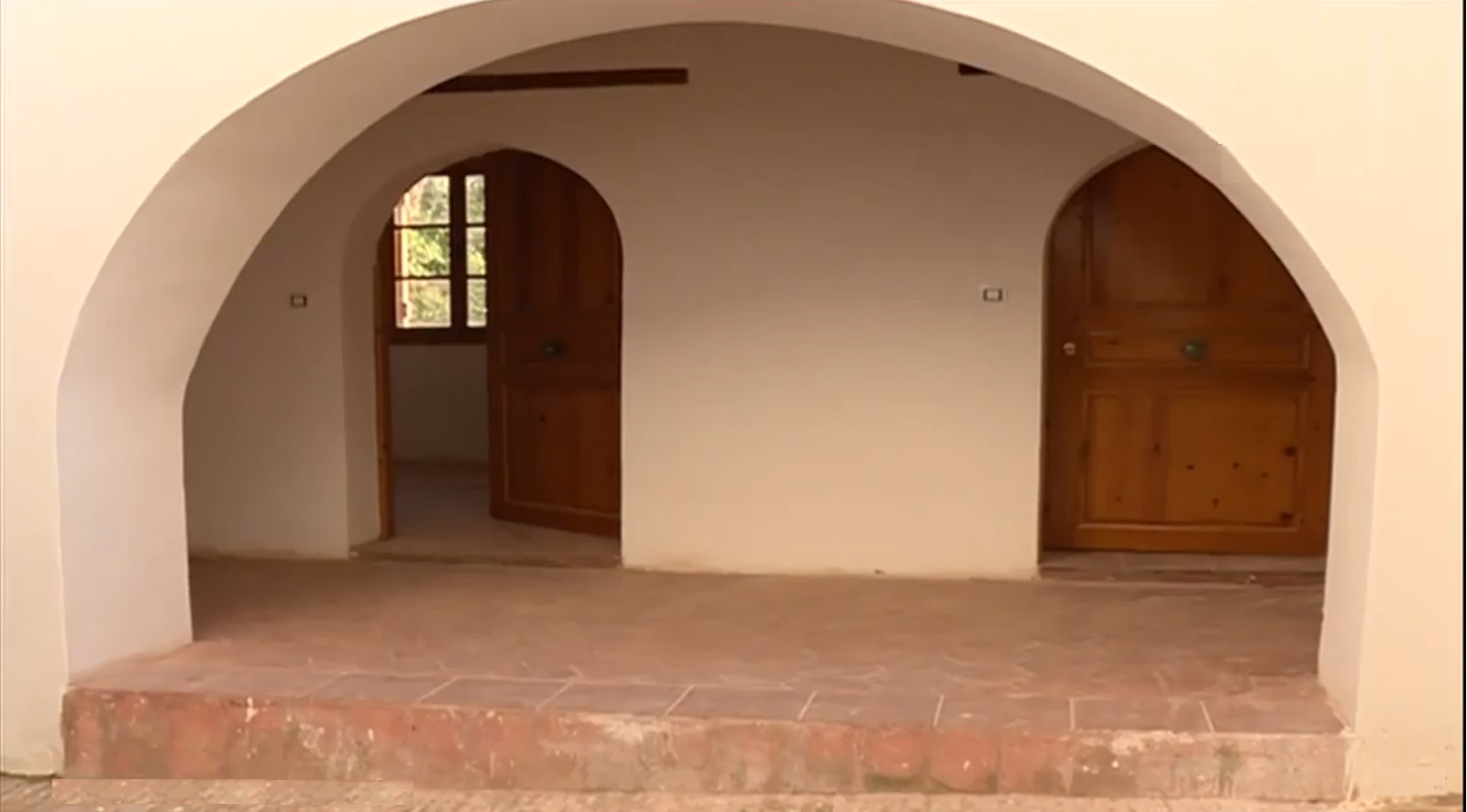
الجامع الأعظم

### المساجد
تحتوي هذه الدائرة على العديد من المساجد التي تشرف عليها مديرية الشؤون الدينية والأوقاف لولاية بجاية تحت وصاية وزارة الشؤون الدينية والأوقاف.
- مسجد عين البربر
- الجامع الأعظم

### المقابر
- مقبرة بجاية [الفرنسية]

## مشاهير عاشوا في دائرة بجاية
- علي آيت منقلات: فقيه ومتصوف.
- عبد الرحمن الثعالبي: مفسر، فقيه ومتصوف.
- سيدي بوسحاقي: مفسر، فقيه، نحوي ومتصوف.
- أحمد الغبريني: فقيه ومتصوف.
- عبد الرحمن الوغليسي: فقيه ومتصوف.
- محمد الوغليسي: فقيه ومتصوف.
- محمد المليكشي: فقيه ومتصوف.
- منصور المشدالي: فقيه ومتصوف.
- أحمد بن إدريس الإيلولي: فقيه ومتصوف.
- منصور آيت منقلات: فقيه ومتصوف.

## مواضيع ذات صلة
- دوائر ولاية بجاية
- بلديات ولاية بجاية